# 19BOX21
19BOX21は、名古屋CBCラジオで放送されている大人のための音楽番組。
2002年4月～2003年9月は毎週月曜夜の放送で、月替わりのメインパーソナリティ+週替わりのパートナーによるトーク番組。2003年9月～2004年3月はタレントの神山里美と音楽コラムニストの伊藤史朗による帯の音楽番組。2004年4月からはバンドマンの広瀬隆がメインパーソナリティを務め、月替わりでパートナーが登場するトーク番組にリニューアル。

## メインパーソナリティー
- 小島嵩弘　2002年7月1日～7月29日

| スタブアイコン | サブスタブ | この項目は、まだ閲覧者の調べものの参照としては役立たない、ラジオ番組に関連した書きかけの項目です。この項目を加筆・訂正などしてくださる協力者を求めています（P:ラジオ/PJ:放送番組）。 |